# Dasiops hennigi
Dasiops hennigi är en tvåvingeart som beskrevs av Morge 1959. Dasiops hennigi ingår i släktet Dasiops och familjen stjärtflugor. Arten har ej påträffats i Sverige. Inga underarter finns listade i Catalogue of Life.